# قنبر زلالوف
قنبر زلالوف (ترکی آذربایجانی: Qəmbər Əbdül oğlu Zülalov) خواننده موسیقی مقامی آذربایجانی و بازیگر بود. وی دریافت کننده عنوان افتخار هنرمند افتخاری آذربایجان شوروی بود.

## زندگی
قنبر زلالوف در سال ۱۸۹۵ در شهر شوشی به دنیا آمد. به دنبال مرگ پدرش، عمویش بلبل‌جان سرپرستی از وی و برادرش علی زلالوف را به عهده گرفت. قنبر زلالوف فعالیت‌های هنری خود را در سال ۱۹۱۷ در شوشی آغاز کرد. پس از خوانندگی و ایفای نقش‌هایی در نمایش‌های اپرا و اپرت در اجراهای داوطلبانه، در سال ۱۹۱۹ به باکو رفت.
در میان سال‌های ۱۹۲۶–۱۹۷۵ تک‌خوان آکادمی ملی اپرا و تئاتر باله آذربایجان بود؛ جایی که با وجود وقفه‌های کوتاه در نقش‌های «پاشا»، پدر مجنون و «نادر» در اوپراهای عزیر حاجی‌بیگف نظیر لیلی و مجنون، اصلی و کرم و کوراوغلو روی صحنه رفت.
قنبر زلالوف در سن ۸۰ سالگی با اخذ لوح تقدیر بازنشسته شد. وی در سال ۱۹۷۶ در شهر باکو درگذشت.

## جایزه
- هنرمند افتخاری آذربایجانی شوروی - ۲۶ آوریل ۱۹۵۸[۱]